# Explorer 6
Explorer 6 (ou S-2) est un satellite scientifique américain lancé le 7 août 1959. 

## Mission

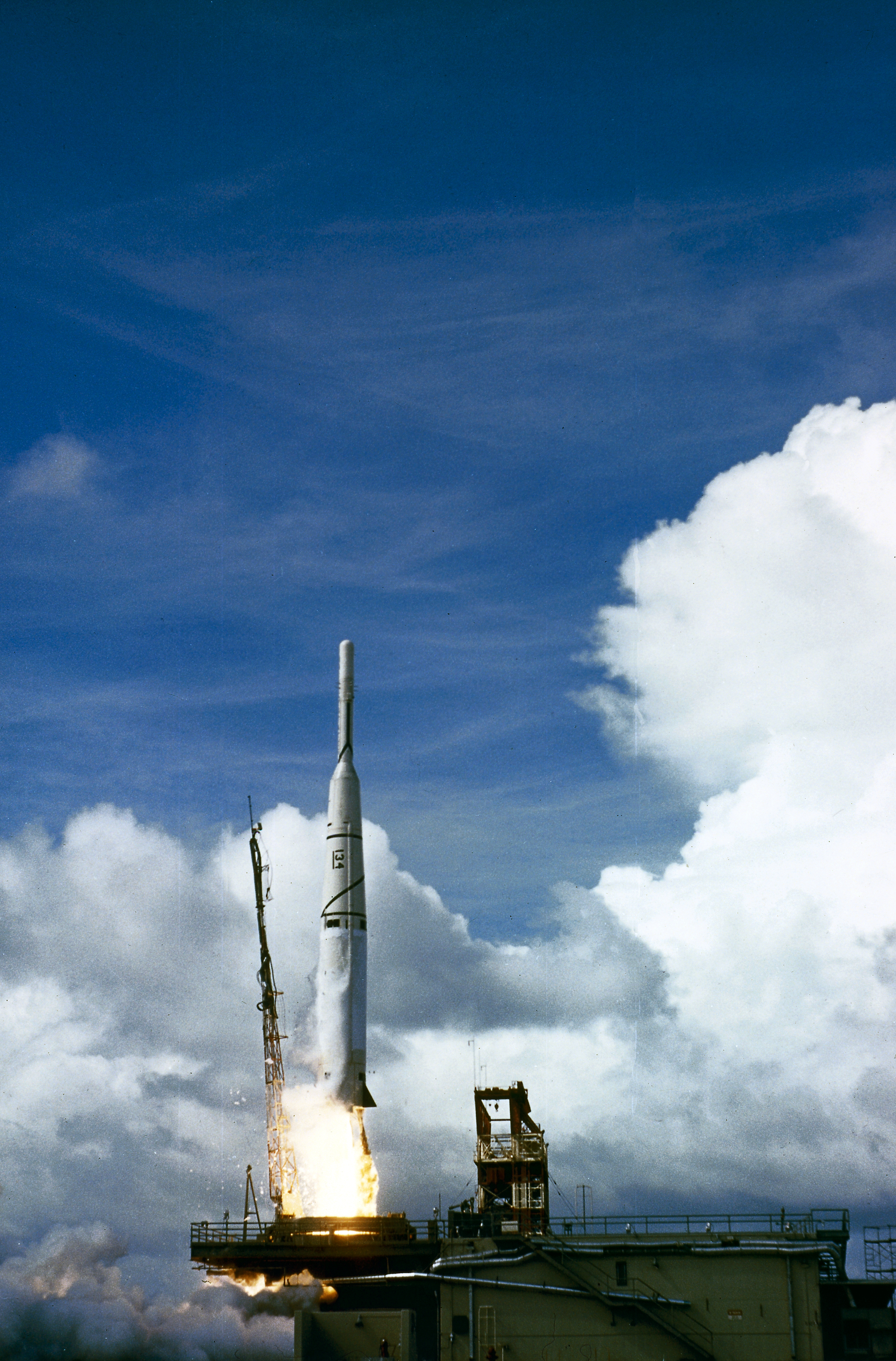
Le lancement d'Explorer 6.

C'est un petit satellite sphérique pour étudier certaines radiations énergétiques, les rayons cosmiques, le géomagnétisme, la propagation des ondes radio dans l'atmosphère terrestre et les micrométéorites. Il permet de tester un système permettant de photographier la couverture nuageuse terrestre, et transmet les premières photographies de la Terre prise depuis l'orbite,.
Il sert de cible au premier essai de missile antisatellite lors du douzième et dernier tir, le 13 octobre 1959, du missile balistique lancé par avion Bold Orion depuis un B-47 Stratojet qui visa le satellite Explorer 6 à 251 km d'altitude. Le missile passe à environ 6,4 km de la cible mais, étant donné qu'il aurait pu détruire le satellite à cette distance s'il était doté d'une tête nucléaire, cet essai est considéré comme un succès.